# Gagea minutissima
Gagea minutissima är en liljeväxtart som beskrevs av Aleksei Ivanovich Vvedensky. Gagea minutissima ingår i Vårlökssläktet och i familjen liljeväxter. Inga underarter finns listade.